# John Healy (Filmproduzent)
John Healy (* 4. November 1911 in New York City, New York; † 3. April 1986 in Los Angeles, Kalifornien) war ein US-amerikanischer Filmproduzent.
Healys Karriere begann 1951 im Filmgeschäft als Co-Produzent bei dem Kurzfilm The Guest. Für seinen Beteiligung an dem Dokumentarfilm The Word erhielt er gemeinsam mit John Adams bei der Oscarverleihung 1954 eine Oscar-Nominierung in der Kategorie „Bester Dokumentar-Kurzfilm“. Die Auszeichnung wurde aber Walt Disney für seinen Beitrag The Alaskan Eskimo überreicht. Für seinen zweiten Dokumentarfilm erhielt Healy bei der Oscarverleihung 1957 zwei weitere Nominierungen, konnte sich dabei aber auch nicht gegen die Konkurrenz durchsetzen. Healys letzte Mitwirkung im Filmgeschäft war 1960 bei dem Filmdrama Zwölf Stunden lauert der Tod von Edward L. Cahn.

## Filmografie
- 1951: The Guest (Kurzfilm)
- 1953: The Word (Dokumentarkurzfilm)
- 1956: The Dark Wave (Dokumentarkurzfilm)
- 1960: Zwölf Stunden lauert der Tod (Twelve Hours to Kill)